# Entomophaga grylli
Entomophaga grylli (kein deutscher Name, Synonyme: Conidiobolus grylli (Fresen.) Remaud. & S. Keller, Empusa grylli (Fresen.) Nowak., Entomophthora grylli Fresen.) bezeichnet einen Artenkomplex bzw. Pathotypen von auf allen Kontinenten vorkommenden Pilzen, die Heuschrecken befallen. Die Taxonomie von Entomophaga grylli ist noch nicht abschließend erfolgt, für drei durch DNA-Analyse unterscheidbare Arten wurden vorläufige Namen vergeben. Die einzelnen Typen sind auf bestimmte Heuschreckenfamilien oder Gattungen spezialisiert und für andere Arten ungefährlich. Der Befall mit Entomophaga grylli führt meist innerhalb von etwa 4 bis 16 Tagen zum Tod des Wirts, die Mortalität schwankt zwischen 9 und 100 %.

## Verhaltensänderung des Wirts
Der Pilz bewirkt mehrere Verhaltensänderungen des Wirts. Die Neigung der Heuschrecken zum Ortswechsel bei dichten Populationen sinkt, so dass der Pilz sich lokal besser ausbreiten kann. Vor dem Tod versucht die befallene Heuschrecke einen erhöhten Platz, wie die Spitze einer Pflanze, zu erklettern und sich dort festzuklammern, von wo aus sich die Sporen von Entomophaga grylli besser ausbreiten können, der Befall wird daher auch „Gipfelkrankheit“ genannt. Dies geschieht in der Regel in den Abendstunden, wenn die Sporenausbreitung durch erhöhte Luftfeuchtigkeit begünstigt wird. Einige Heuschreckenarten können durch aktive Änderung der Körpertemperatur (Sonnenbaden) das Pilzwachstum verhindern oder zumindest bremsen – bei über 40 °C sterben die Pilze ab.

## Fruchtkörper
Die Vermehrung findet in Form von zellwandloser Protoplasten im Innern der Heuschrecke statt, zunächst außerhalb der Zellen oder im Fettkörper, zur Bildung von Sporen bildet der Pilz Hyphen mit Zellwänden. Muskulatur und lebenswichtige Organe werden erst nach dem Tod des Wirts befallen. Das Mycel besteht aus einfachen, meist nur wenig verzweigten Schläuchen. Die Konidien sind 34 bis 40 µm lang und 25 bis 37 µm breit, die runden Dauersporen haben einen Durchmesser von 34 bis 40 µm.

## Lebenszyklus
Die Infektion der Heuschrecke erfolgt durch Sporen, die durch die Cuticula in den Körper eindringen, wo die Vermehrung des Pilzes stattfindet, das Abdomen wird dadurch aufgebläht und gestreckt, so dass die Pleuralhäute sichtbar werden und ein Streifenmuster entsteht. Der Pilz bildet sowohl Dauersporen als auch infektiöse Konidien, abhängig u. a. vom Alter des Wirts und der Temperatur. Die Verbreitung erfolgt durch Kontakt des Wirts mit anderen Tieren, über Prädatoren sowie durch aktives Wegschleudern von Sporen. Im Innern des Kadavers können Dauersporen mehrere Jahre überdauern, Konidien an der Außenseite können zu einer Kette von Infektionen im selben Jahr führen.

## Einsatz in der Heuschreckenbekämpfung
Versuche zur Bekämpfung von Heuschreckenplagen in Australien, den USA und Afrika waren bislang weitgehend erfolglos, unter anderem aufgrund der Temperaturabhängigkeit des Pilzes und der aufwändigen Infektion einzelner Heuschrecken. Die Massenproduktion der Konidien ist noch nicht möglich, wird aufgrund der großen durch Heuschrecken verursachten Schäden (für die USA geschätzt 400 Millionen Dollar/Jahr) aber angestrebt.